# Aldomirovtsi
Aldomirovtsi of Aldomirovci (Bulgaars: Алдомировци) is een dorp in het westen van Bulgarije. Het dorp is gelegen in de gemeente Slivnitsa in de oblast Sofia. Het dorp ligt hemelsbreed ongeveer 30 km ten (noord)westen van de hoofdstad Sofia.

## Bevolking
Op 31 december 2020 telde het dorp Aldomirovtsi 1.396 inwoners. Het aantal inwoners vertoont al jaren een dalende trend: in 1956 woonden er nog 2.476 mensen in het dorp.  
| Bevolkingsontwikkeling tussen 1934 en 2020          |
| --------------------------------------------------- |
|                                                     |
| Bron: Nationaal Statistisch Instituut van Bulgarije |

Het dorp wordt nagenoeg uitsluitend bewoond door etnische Bulgaren. In de optionele volkstelling van 2011 identificeerden 1.388 van de 1.400 ondervraagden zichzelf met de “Bulgaarse etniciteit”. De overige ondervraagden identificeerden zichzelf vooral als “Roma”.
| Etnische samenstelling van de respondenten (2011) | Etnische samenstelling van de respondenten (2011) | Etnische samenstelling van de respondenten (2011) | Etnische samenstelling van de respondenten (2011) | Etnische samenstelling van de respondenten (2011) |
| ------------------------------------------------- | ------------------------------------------------- | ------------------------------------------------- | ------------------------------------------------- | ------------------------------------------------- |
|                                                   |                                                   |                                                   |                                                   |                                                   |
| Bulgaren                                          | Bulgaren                                          |                                                   | 99,1%                                             | 99,1%                                             |
| Turken                                            | Turken                                            |                                                   | 0,0%                                              | 0,0%                                              |
| Roma                                              | Roma                                              |                                                   | 0,6%                                              | 0,6%                                              |
| Anders/Onbekend                                   | Anders/Onbekend                                   |                                                   | 0,3%                                              | 0,3%                                              |